# Topçu
Topçu (ryska: Топчу) är en ort i Azerbajdzjan.   Den ligger i distriktet İsmayıllı Rayonu, i den centrala delen av landet, 160 km väster om huvudstaden Baku. Topçu ligger 624 meter över havet och antalet invånare är 1 431.
Terrängen runt Topçu är varierad. Närmaste större samhälle är İsmayıllı, 12,4 km sydost om Topçu. 
I omgivningarna runt Topçu växer i huvudsak lövfällande lövskog. Runt Topçu är det ganska glesbefolkat, med 34 invånare per kvadratkilometer.